# Gottfried Biller

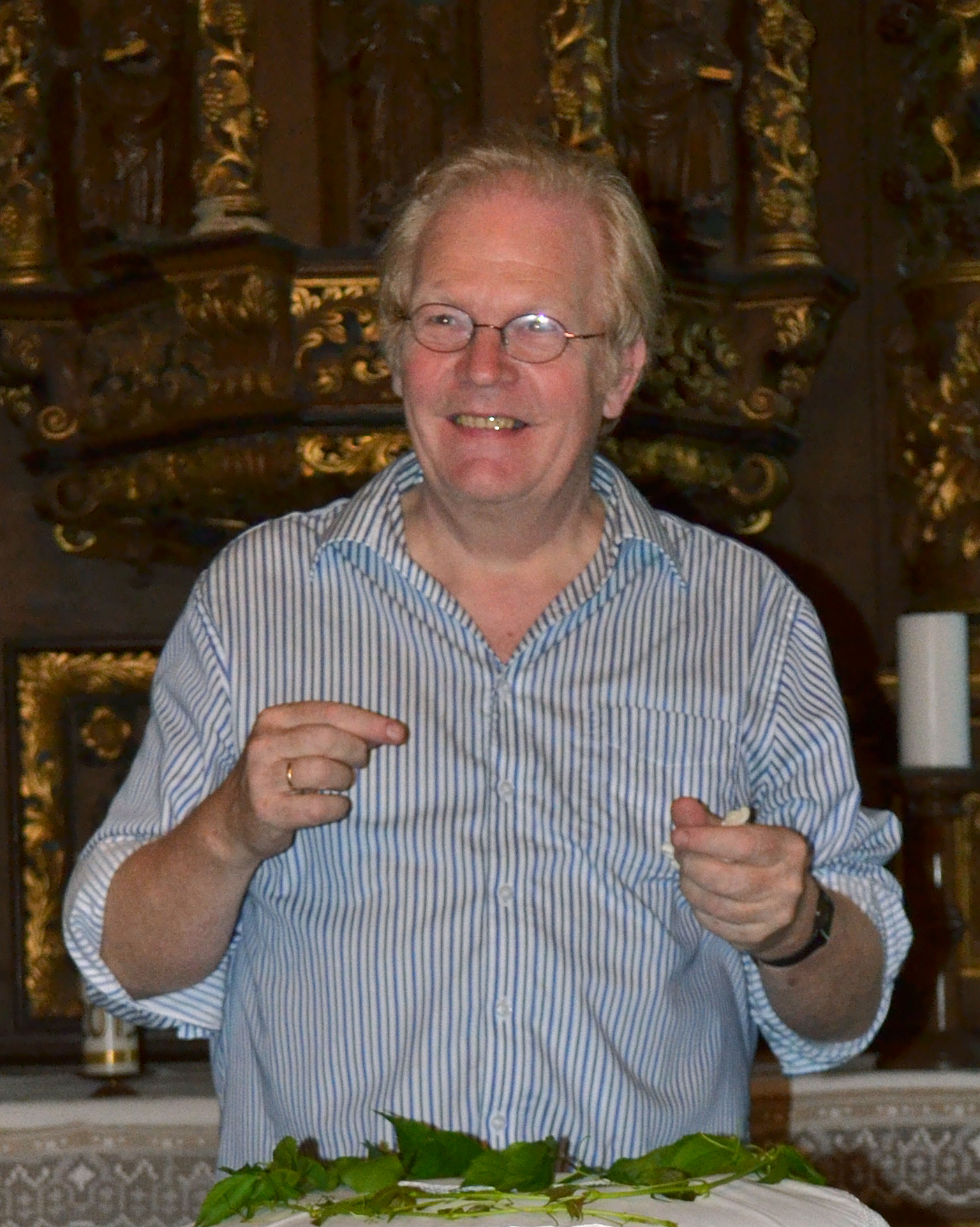
Gottfried Biller (2015)

Gottfried Biller (* 16. September 1951 in Nebra) ist ein deutscher Kirchenmusiker und war zuletzt hauptamtlich in der Kirchengemeinde Quedlinburg und am Dom St. Servatii tätig. Er war Begründer des Quedlinburger Musiksommers und leitete diesen bis zu seinem Ruhestand im März 2017.

## Leben
Biller wurde in Nebra als Sohn eines evangelischen Pfarrers geboren. 1966 schloss er an der Polytechnischen Oberschule Nebra ab. Er zog im folgenden Jahr von Nebra weg, um an der Erweiterten Oberschule Johann Wolfgang von Goethe in Roßleben 1970 das Abitur abzulegen. Er studierte Kirchenmusik an der Evangelischen Hochschule für Kirchenmusik in Halle (Saale). Nach seinem Abschluss 1976 lehrte er als Dozent am Predigerseminar in Gnadau bei Schönebeck.
1980 wurde Biller Organist am Quedlinburger Dom. Im darauffolgenden Jahr übernahm er die Tradition von einzelnen Sommerkonzerten und führte sie in eine Reihe zum Quedlinburger Musiksommer zusammen, den er bis heute ununterbrochen organisiert und leitet. Nach der Wende baute Biller als Geschäftsführer die Jugendbegegnungs- und Arbeitsstätte (JuBa) in Quedlinburg aus, die seit 1997 vom Deutschen Jugendherbergswerk als reine Jugendherberge fortgeführt wird.
Im Juni 2000 wurde ihm der Ehrentitel Kirchenmusikdirektor verliehen. Am 2. Oktober 2010 wurde er aufgrund seiner Verdienste im Bereich Kultur, für den Quedlinburger Musiksommer sowie um den demokratischen Neuanfang Quedlinburgs als Leiter des Runden Tisches zur Wendezeit Ehrenbürger der Stadt Quedlinburg. Für diese Leistungen erhielt er am 10. Dezember 2012 vom Ministerpräsidenten des Landes Sachsen-Anhalt die Verdienstmedaille der Bundesrepublik Deutschland.

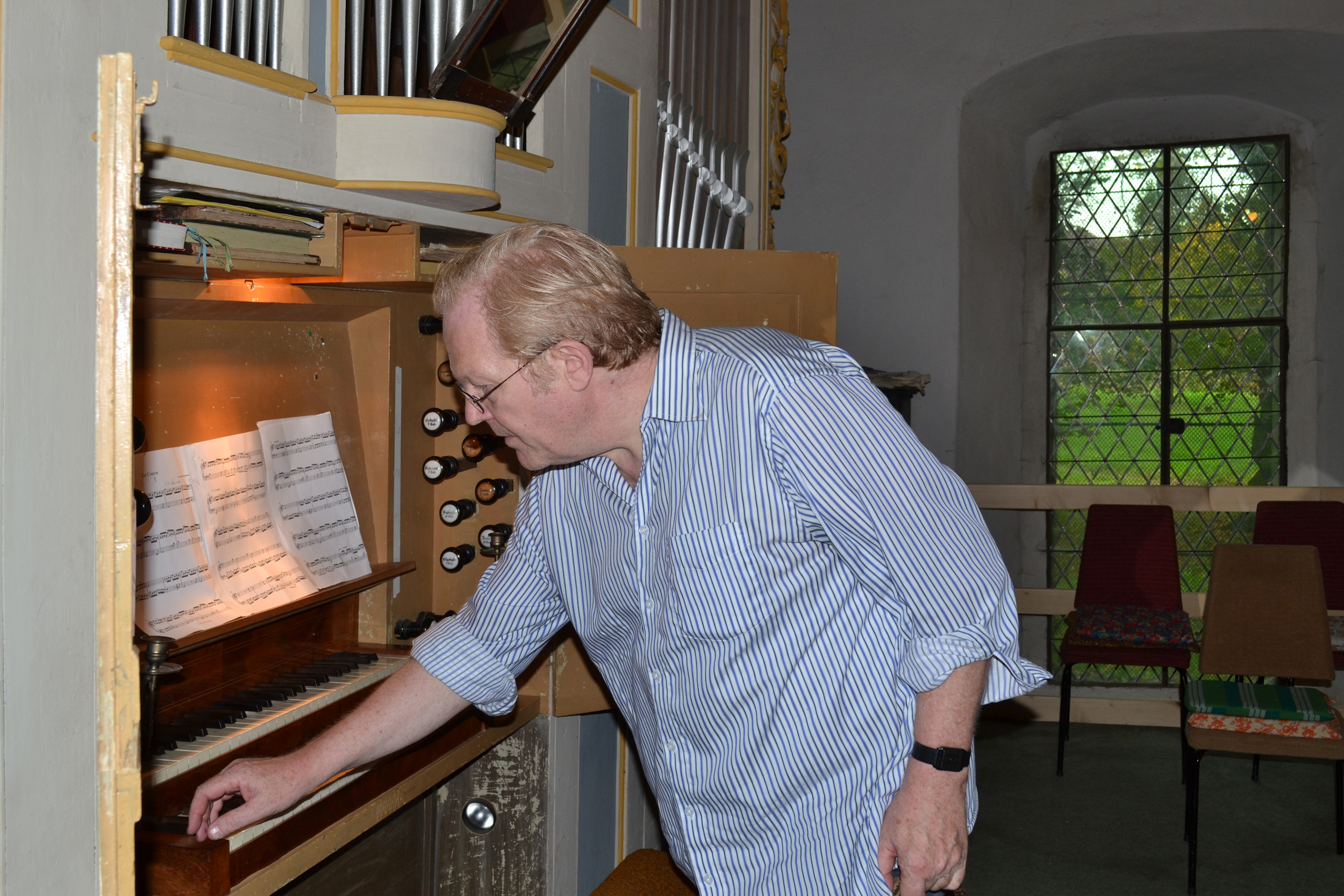
Biller an der Orgel der Westerhäuser Kirche während eines Konzertes innerhalb des Quedlinburger Musiksommers 2015

Neben dem Musiksommer leitet er seit 1982 den 1966 von Carl Künne gegründeten Quedlinburger Oratorienchor, ist Mitglied in der Bürgerstiftung Quedlinburg und leitet bzw. organisiert zahlreiche Konzerte jährlich. Weiterhin gründete er den Quedlinburger Jugendchor 1993 (Leitung bis 2006).
Zum 1. Januar 1998 sollte Biller als Nachfolger von Wolfgang Elger zum Landeskirchenmusikdirektor in Dessau berufen werden. Aus familiären Gründen gab er die im Juni 1997 ausgesprochene Berufung zurück.
Biller hat mit seiner Ehefrau vier Kinder. Der einzige Sohn war als Thomaner in Leipzig bei Billers jüngerem Bruder, dem damaligen Thomaskantor Georg Christoph Biller, in Ausbildung.
Biller spielte den Organisten im Film Goethe! (2010, Warner Brothers).
Zum 1. März 2017 ging Biller in den Ruhestand, gab jedoch an, insbesondere an der Orgel in den nächsten Jahren im weiteren Umkreis tätig sein zu wollen. Sein Nachfolger im Amt des Kirchenmusikers war Markus Kaufmann, der am 19. März 2017 in sein Amt eingeführt wurde.